# 17744 Jodiefoster
17744 Jodiefoster este un asteroid din centura principală, descoperit pe 18 ianuarie 1998, de ODAS.